# ビル・マーレイ・クリスマス
『ビル・マーレイ・クリスマス』（原題:A Very Murray Christmas）は2015年に配信されたアメリカ合衆国のコメディ映画である。監督はソフィア・コッポラ、主演はビル・マーレイが務めた。

## ストーリー
クリスマス・イブ。ビル・マーレイはニューヨークにあるカーライル・ホテルのスイートルームで自分のショーの出番を待っていたが、大雪のために客のほとんどが来られないという事態が発生していた。マーレイはショーを中止したかったが、違約金を払う必要が出てくるため、やむなくステージに立つ。しかしステージでマーレイは泣き始め、そのまま会場から逃げ出してしまった。ホテルを出ようとした矢先、マーレイはクリス・ロックに出くわし、嫌がるクリスをショーに引きずり込んで無理やり二人で歌うが、ホテルを含めた東海岸一帯が停電に見舞われ、マーレイのショーは中止されることに。クリスは暗がりに乗じて逃げ出した。
苦痛から解放されたマーレイはホテルのバーに向かった。そこで、マーレイはウェイトレスと一緒に一曲歌った。ほどなくして、厨房からシェフたちの叫び声が聞こえてきた。2人が厨房に入ると、彼らの顔はすっかり青ざめていた。というのも、停電が原因で冷蔵庫が動かなくなり、クリスマスのために用意していた食材がダメになってしまったのである。マーレイはシェフたちとウェイトレスを元気づけた後、酒場に戻ろうとしたが、その道中にすすり泣いている花嫁と出会った。花嫁はホテルで結婚式を挙げる予定だったのだが、大雪のためにキャンセルせざるを得なくなり、しかも、それが原因で花婿エリオットと喧嘩してしまったのだという。
しばらくして、元気を取り戻したシェフたちはラウンジで歌手とクリスマスソングを合唱していた。その後、ラウンジに花嫁がやって来てマーレイに「愛についてどう思うか」と訊いた。マーレイは花嫁とエリオットを向き合わせ、「相手と恋に落ちたまさにその瞬間を考えてご覧なさい」と言った。その結果、2人は仲直りすることができた。やがて午前0時になり、ホテルにいた人々はクリスマスを祝って『ニューヨークの夢』を合唱した。歌い終えた後、酔いが回ったマーレイはそのまま倒れた。
マーレイがふと気が付くと、そこはクリスマスショーの真っ最中であった。会場にはジョージ・クルーニーやマイリー・サイラスのような大スターもいた。クルーニーがマティーニを用意している間、マーレイとサイラスは『そりすべり』を歌った。しかし、それはマーレイの夢であった。マーレイはスイートルームでぐっすり眠っていたのである。

## キャスト
- ビル・マーレイ - 本人
- マイケル・セラ - ジャッキー
- ジョージ・クルーニー - 本人
- ディミトリ・ディミトロフ - 本人
- デヴィッド・ヨハンセン - バーテンダー
- ジェニー・ルイス - ウェイトレス
- ラシダ・ジョーンズ - 花嫁
- エイミー・ポーラー - リズ
- クリス・ロック - 本人
- マーヤ・ルドルフ - ラウンジ歌手
- ジェイソン・シュワルツマン - エリオット
- ポール・シェイファー - 本人
- ジュリー・ホワイト - ベヴ
- フェニックス - シェフたち

## 製作
2014年10月13日、ビル・マーレイが本作に出演することになったとの報道があった。2015年5月22日、Netflixが本作の全世界配信権を獲得したと報じられた。当初、リック・ロスが本作に出演する予定だったが、後に降板することになり、その代役としてジョージ・クルーニーが起用された。

## マーケティング
2015年5月22日、本作のティーザー・トレイラーが公開された。10月14日、本作のオフィシャル・トレイラーが公開された。

## 評価
本作は批評家から好意的に評価されている。映画批評集積サイトのRotten Tomatoesには47件のレビューがあり、批評家支持率は70%、平均点は10点満点で6.27点となっている。サイト側による批評家の見解の要約は「『ビル・マーレイ・クリスマス』はオールスターキャストや思わず口ずさんでしまう楽曲―それらはビル・マーレイの存在感よってまとめられている―に心惹かれた人たちを感動させる作品である。同作を鑑賞すれば、休日にユニークな体験ができるであろう。」となっている。また、Metacriticには18件のレビューがあり、加重平均値は68/100となっている。